# Hazelton Airlines

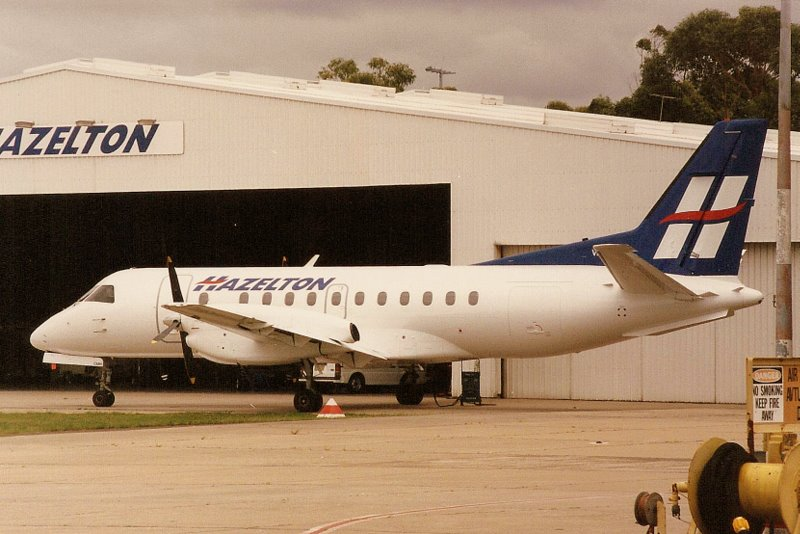
Saab 340 в аэропорту Сиднея в 1999 году

Hazelton Airlines — австралийская авиакомпания. Базировалась в аэропорту Кьюдал (IATA: CUG) в Новом Южном Уэльсе. В 2002 году прекратила свою деятельность. На её основе была создана авиакомпания Regional Express Airlines.

## История
В 1953 году Максом Хейзелтоном (Max Hazelton) была основана авиакомпания Hazleton Air Services.
Первым самолётом авиакомпании был Auster Aiglet Trainer, однако, в 1954 году он разбился. Макс при этой аварии не пострадал. Следующим самолётом стала Cessna 180.
В 1959 году авиакомпания перебазировалась из Тоогонга, где была основана, на собственный аэродром в Кьюдал, в 40 километрах от Оринджа.
Следующие 20 лет привели авиакомпанию к статусу одного из крупнейших операторов воздушного транспорта в Австралии.
В 1975 году компания стала выполнять регулярные рейсы. Первым маршрутом был Ориндж — Канберра.
В 1983 году авиакомпания подключилась к компьютеризированной системе бронирования Ansett.
В 1993 году авиакомпания сменила название на Hazelton Airlines и стала публичной компанией на австралийской фондовой бирже. Её флот насчитывал 250 самолётов, которые обслуживали 250 000 пассажиров в год.
В 1995 году авиакомпания получила первый в истории самолёт модели Saab 340B Plus. В том же году она запустила первые пассажирские рейсы из Аэропорта Авалон.
К 2001 году управление авиакомпанией перешло к Ansett Group.
14 сентября 2001 года все рейсы авиакомпании были остановлены. И хоть рейсы и были возобновлены уже в следующем году, компания прекратила существование.
Lim Kim Hai, будущий председатель Regional Express Holdings, купивший в 2001 году 32 % авиакомпаний Hazelton Airlines и Kendell Airlines в 2002 году объединил их активы в новой авиакомпании Regional Express Airlines.

#### Галерея

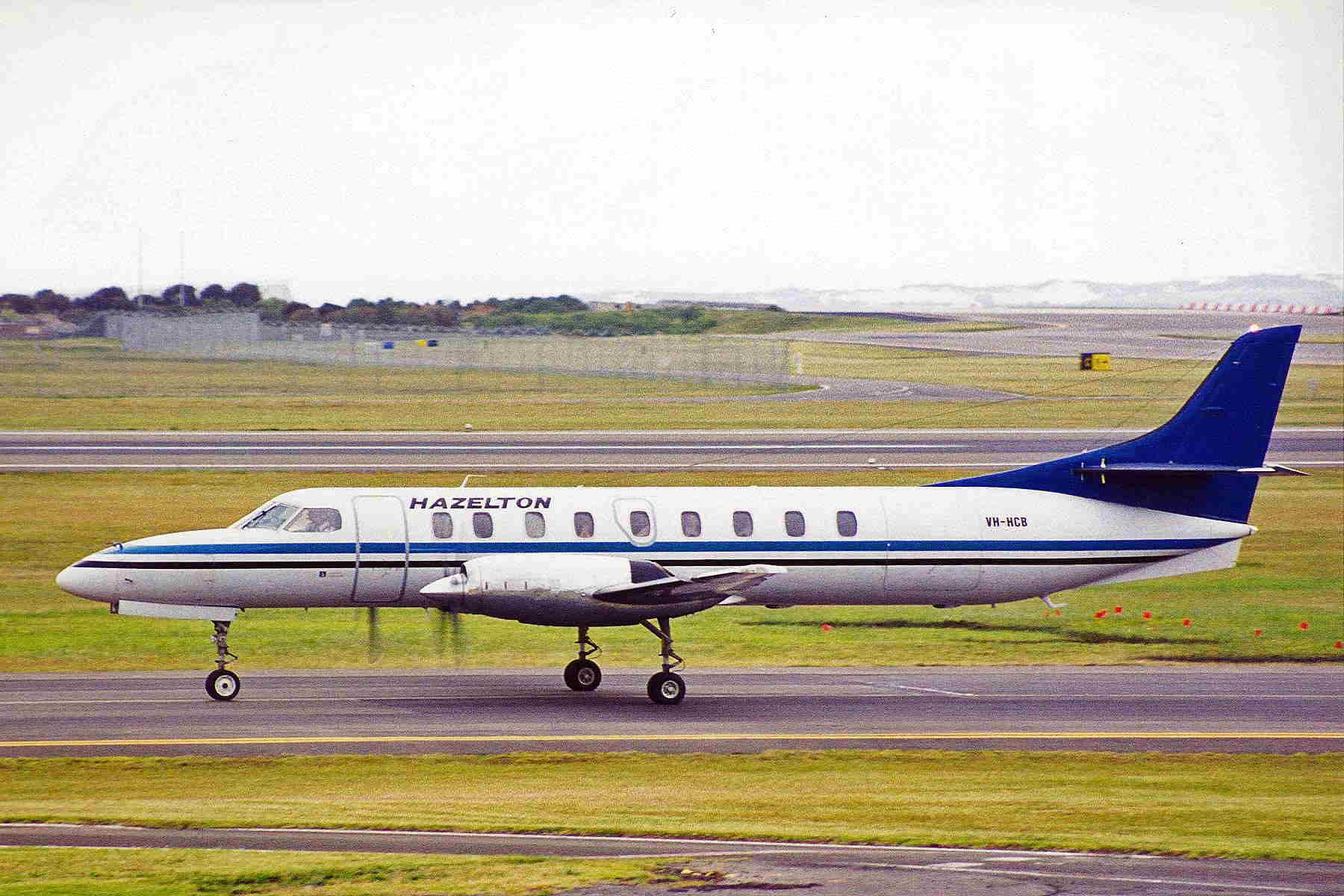
Fairchild Swearingen Metroliner в аэропорту Сиднея в 1999 году
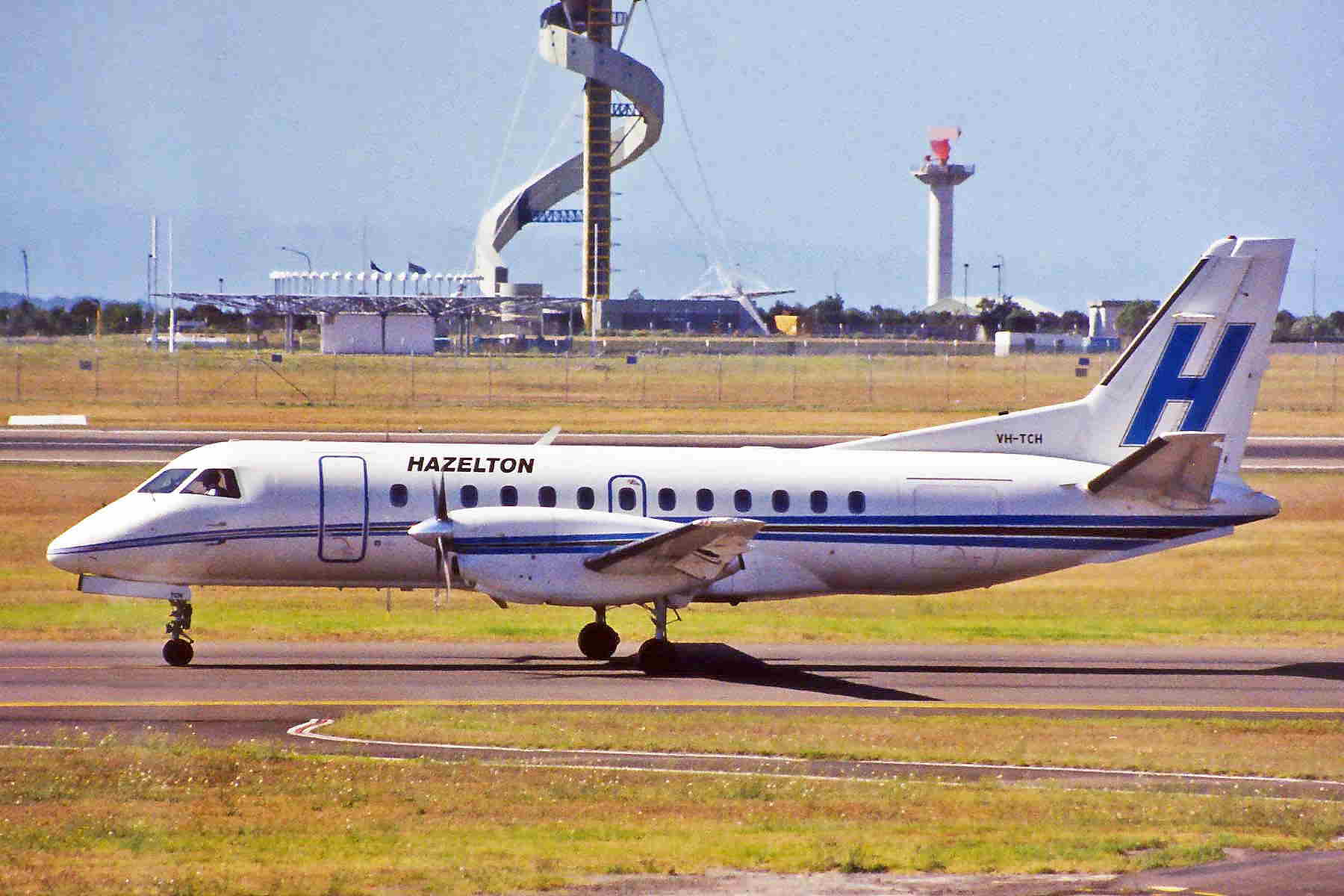
Saab 340 (VH-THC) в старой ливрее (Сидней, январь 1999)
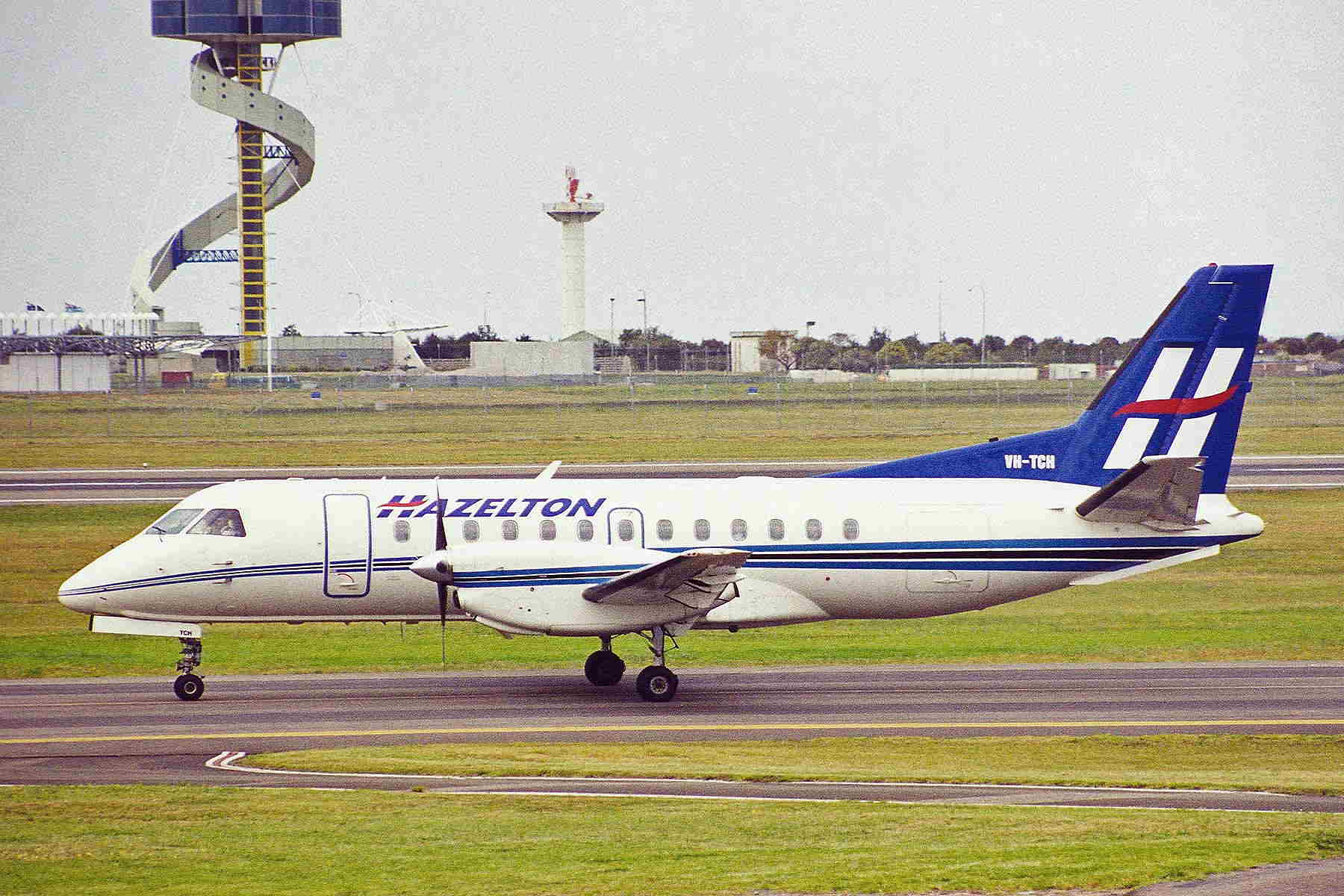
Saab 340 (VH-THC) в новой ливрее (Сидней, сентябрь 1999)